# José Borello
José Borello (* 24. November 1929 in Bahía Blanca; † 14. Oktober 2013) war ein argentinischer Fußballspieler. Der achtmalige Nationalspieler spielte unter anderem für die Boca Juniors, Olimpo de Bahía Blanca und den chilenischen Verein Deportivo Ñublense, mit Boca wurde er einmal argentinischer Fußballmeister.

## Karriere
José Borello wurde 1929 in Bahía Blanca in der Provinz Buenos Aires geboren. Mit dem Fußballspielen begann er beim dortigen Verein Olimpo de Bahía Blanca. Für Olimpo, damals nur auf regionalem Level zu finden, spielte Borello zunächst in der Jugend und später von 1944 bis 1951 auch in der ersten Mannschaft. Insgesamt machte er für den kleinen Klub in dieser Zeit 121 Spiele im Ligabetrieb, in denen ihm neunzig Torerfolge gelangen. Diese starke Quote ließ auch andere, größere Verein auf den Angreifer aufmerksam werden. Nachdem er 1949 schon jeweils kurzzeitig für Club Atlético Platense und Estudiantes de La Plata auf dem Platz stand, verpflichtete ihn 1952 die Boca Juniors aus dem Hauptstadtviertel La Boca. Dort spielte er insgesamt bis 1958, wurde jedoch nach einem Jahr 1953 zu den Chacarita Juniors ausgeliehen, von wo aus er zur Saison 1954 zu den Boca Juniors zurückkehrte. Wieder angekommen bei seinem Verein, avancierte José Borello gleich zu einer der Schlüsselfiguren beim Gewinn der Meisterschaft in der Spielzeit 1954. Mit neunzehn Torerfolgen im Saisonverlauf rangierte er auf dem ersten Platz in der Torjägerliste zusammen mit Norberto Conde von Vélez Sársfield und hatte damit großen Anteil am Gewinn der argentinischen Fußballmeisterschaft. In der Tabelle hatten die Boca Juniors den ersten Platz mit einem Vorsprung von vier Punkten vor CA Independiente belegt.
Dies blieb jedoch auch der einzige Meistertitel für José Borello mit all seinen Vereinen. Er blieb bis 1958 bei den Boca Juniors. In die Zeit bei dem Verein fallen auch seine acht Länderspiele für die argentinische Fußballnationalmannschaft zwischen 1953 und 1955, in denen ihm drei Tore gelangen. Mit ihr gewann Borello die Copa América 1955 in Chile.
1959 spielte José Borello ein Jahr lang für CA Lanús in der Primera División, mit dem er einen Mittelfeldplatz belegte. Danach kehrte er dem argentinischen Vereinsfußball den Rücken und wechselte ins Nachbarland Chile, um sich dem dortigen Erstligisten CD Magallanes. Bei dem Traditionsverein und mehrfachen Meister verbrachte er 1960 eine Saison. Danach streifte er für ein Jahr das Trikot des damaligen Zweitligisten Universidad Técnica del Estado über. Von 1962 bis 1964 schließlich lief José Borello noch für Deportivo Ñublense auf, wo er mithalf, den bis dato noch nicht großartig in Erscheinung getretenen Provinzverein in der zweiten chilenischen Fußballliga zu etablieren. 1964 beendete er in Chile seine fußballerische Laufbahn im Alter von 35 Jahren.
Danach zog er sich weitgehend von Fußballgeschäft zurück und lebte wieder in seiner argentinischen Heimat. Dort verstarb José Borello am 14. Oktober 2013 im Alter von 83 Jahren.

## Erfolge
- Copa América: 1×

1955 mit der argentinischen Nationalmannschaft
- Argentinische Meisterschaft: 1×

1954 mit den Boca Juniors
- Torschützenkönig der Primera División: 1×

1954 als Spieler der Boca Juniors